# Чечёра (приток Шачи)
Чичёра, Чечера — река в России, протекает по Шацкому району Рязанской области. Правый приток реки Шача. Длина реки составляет 7 км. Площадь водосборного бассейна — 203 км².
Высота истока — 116,0 м над уровнем моря. Высота устья — 106 м над уровнем моря. Уклон реки — 1,4 м/км.

## География
Река Чечера берёт начало юго-восточнее деревни Студёновка, образуется слиянием рек Тарадея и Кашеляй. Течёт на восток по открытой местности. Устье реки находится южнее Шацка в 20 км по правому берегу реки Шача.

## Данные водного реестра
По данным государственного водного реестра России относится к Окскому бассейновому округу, водохозяйственный участок реки — Цна от города Тамбов и до устья, речной подбассейн реки — Мокша. Речной бассейн реки — Ока.
Код объекта в государственном водном реестре — 09010200312110000029553.